# Vốn cấp 1
Vốn cấp 1, hay còn gọi vốn nòng cốt hoặc vốn cơ bản, là một loại vốn tự có của một tổ chức tín dụng. Về cơ bản, vốn cấp 1 bao gồm vốn điều lệ và các quỹ dự trữ của tổ chức đó cũng như phần lợi nhuận không chia.
Từ vốn cấp 1, có thể tính được tỷ lệ vốn cấp 1 để từ đó biết một tổ chức tín dụng có đủ vốn hay không theo tiêu chí của Ngân hàng Thanh toán Quốc tế. Để tính tỷ lệ vốn cấp 1 của một tổ chức tín dụng, lấy lượng vốn cấp 1 của tổ chức đó chia cho tổng tài sản rủi ro của nó. Theo Quy ước Basel II, nếu tỷ lệ này lớn hơn hoặc bằng 4% thì tổ chức tín dụng được coi là đủ vốn.
Công thức tính tỷ lệ vốn cấp 1:
Tỷ lệ vốn cấp 1= Tiền vốn nòng cốt của 1 ngân hàng/ Tổng tài sản rủi ro.
Những tài sản như tiền mặt, tiền xu thường có tỉ lệ rủi ro là 0, trong khi các khoản vay không có bảo đảm có tỉ lệ rủi ro là 100%.